# Sainctelette (metrostation)
Sainctelette is een niet-gebruikt station van de Brusselse metro op lijn 2 en lijn 6. Het is gelegen onder het Kanaal Charleroi-Brussel en het Saincteletteplein tussen de metrostations Ribaucourt en IJzer. Er is meer dan tien jaar aan gewerkt. Toen dit segment van lijn 2 in 1988 openging, was de MIVB tot de conclusie gekomen dat dit metrostation eigenlijk te dicht tussen Ribaucourt en IJzer lag. Het station is daarom nooit geopend. Vanuit de metrotreinen zijn de (onafgebouwde) perrons en trappen van station Sainctelette duidelijk zichtbaar.
Om het verlaten metrostation Sainctelette in gebruik te nemen heeft Brussels minister van Mobiliteit Pascal Smet in 2018 een haalbaarheidsstudie besteld bij Brussel Mobiliteit en de MIVB.
Door de eigenschappen van het treindetectiesysteem, is de locatie van het station ook aangeduid op de aankondigingsborden in de andere stations.

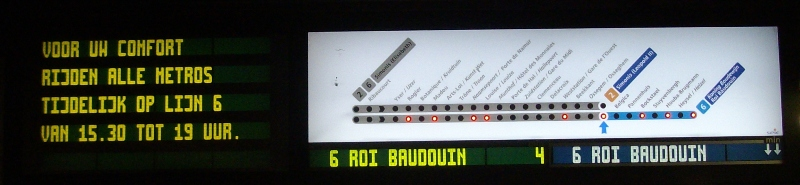
Sainctelette is op deze nieuwe treinaanduider zichtbaar als het naamloze »-vormige licht aan de linkerkant tussen "Ribaucourt" en "Yser-IJzer".

Elisabeth · 
Ribaucourt · 
(Sainctelette) · 
IJzer · 
Rogier · 
Kruidtuin · 
Madou · 
Kunst-Wet · 
Troon · 
Naamsepoort · 
Louiza · 
Munthof · 
Hallepoort · 
Zuidstation · 
Clemenceau · 
Delacroix · 
Weststation ·
Beekkant · 
Ossegem · 
Simonis
Elisabeth · 
Ribaucourt · 
(Sainctelette) · 
IJzer · 
Rogier · 
Kruidtuin · 
Madou · 
Kunst-Wet · 
Troon · 
Naamsepoort · 
Louiza · 
Munthof · 
Hallepoort · 
Zuidstation · 
Clemenceau · 
Delacroix · 
Weststation ·
Beekkant · 
Ossegem · 
Simonis ·
Belgica · 
Pannenhuis · 
Bockstael · 
Stuyvenbergh · 
Houba-Brugmann · 
Heizel · 
Koning Boudewijn